# Canarul și viscolul
Canarul și viscolul este un film românesc din 1970, regizat de Manole Marcus după un scenariu care a adaptat nuvela „Lupta cu somnul” de Ioan Grigorescu. Titlul de lucru al filmului a fost „Singur”.
Distribuția filmului cuprinde atât actori la debut (Florin Gabrea în rolul principal – de altfel, unicul rol într-un film cunoscut publicului –, Maria Rotaru), cât și nume deja cunoscute și apreciate la vremea respectivă – Mircea Albulescu, Jean Constantin. Muzica filmului, mult mai familiară publicului de astăzi decât însăși pelicula, este construită în jurul piesei leitmotiv „Canarul”, interpretată de formația rock Phoenix. Era prima ocazie dată formației, de a compune muzica unui film; în plus, membrii apar cântând piesa în secvența de deschidere a filmului.

## Rezumat
În iarna anului 1933, un ilegalist (identificat în epoca realizării filmului cu un socialist, vezi rubrica următoare) preia numele de cod – „Canarul” – și misiunea unui coleg rănit. Va merge către o localitate din județul Prahova, unde trebuie să întâlnească un om de legătură pentru a-i transmite un mesaj urgent.

## Distribuție
Numele actorilor care au interpretat rolurile mai însemnate din film sunt enumerate mai jos în ordinea prezentării lor pe generic:
- Florin Gabrea — Oprea Dobrică zis „Canarul”, un tânăr ilegalist comunist aflat într-o misiune la Ploiești, arestat după greva petroliștilor
- Maria Rotaru — soția muncitorului petrolist Arhip, o femeie tânără cu un copil
- Mircea Albulescu — avocatul din tren
- Anna Széles — logodnica lui Oprea (menționată Ana Szeles)
- Nineta Gusti — proprietara birtului din provincie
- Jean Constantin — dresorul de câini, fost artist liric
- George Filip — șoferul de camion care-l duce pe Oprea în oraș
- Matei Alexandru — ilegalistul comunist rănit
- Camelia Zorlescu — secretara avocatului
- Rina Constantini
- Vasile Constantinescu
- Cornelia Lazăr Turian — madam Iancu, chelnerița de la birtul din provincie
- Costel Iordache — băiatul cu pistrui din birt
- Valeria Rădulescu — Elvira de Cocatrix, proprietara unui salon de dansuri moderne
- Virgil Mogoș — artistul liric ambulant
- Mihai Carol Orosz
- Zephi Alșec — impresarul trupei ambulante de operetă
- Nicolae Praida — jandarmul care-l ajută pe Oprea
- Ion Danielescu
- Tanți Premac
- Nina Costa
- Petre Gheorghiu-Goe — jandarmul gardian de la închisoare (menționat Petre Gheorghiu)
- Violeta Andrei — o femeie din trenul cu care călătorește Oprea (nemenționată)

## Tematica filmului
Profitând de contextul politic al anilor 1960, mai permisiv în privința artelor, Canarul și viscolul intră în categoria de filme ce îi rememorează pe primii socialiști, în anii „luptei ilegale” (i.e. Perioada interbelică, când existența Partidului Comunist Român a fost interzisă prin lege), sugerând comutativitatea situației și oferind o a doua modalitate de lectură: eroii prezentați ar putea fi la fel de bine și partizani anticomuniști în încercarea eșuată de a fisura guvernarea socialistă. Este posibil ca această idee să fi fost preluată din filmul Duminică la ora 6 (1966) al lui Lucian Pintilie.
Mai mult decât în cazul altor filme bazate pe scenariile lui Ioan Grigorescu (Cartierul veseliei), Manole Marcus își propune pentru Canarul și viscolul o viziune introspectivă a eroului filmului, așezând intriga și întreaga narațiune pe un plan secundar.

## Tehnici folosite
Filmul este unul dintre rarele cazuri de artă „psihedelică” românească, folosind procedee tehnice moderne pentru a descrie experiența subiectivă a personajului, atât prin imagine, cât și cu ajutorul muzicii și a sunetelor. Imaginea folosește filtre de lumină pentru a diferenția ce se petrece în realitate de gândurile și amintirile personajului; montajul asociativ reclamă studierea acestuia dintr-un unghi psihanalitic (este notabil în acest sens momentul în care eroul adoarme în tren, iar când controlorul de bilete îl trezește, pe ecran apare pentru scurt timp imaginea unui câine care latră – cum se va vedea, acel câine care fusese dresat să nu-i permită să doarmă în închisoare). În schimb, sunetul filmului abundă în efecte de ecou, în special pe momentele de suspans. Muzica filmului gravitează în jurul piesei „Canarul”, traversând un fond sonor potrivit epocii (în scenele citadine) către o monodie interpretată de un cor bărbătesc la finele filmului, în timpul delirului eroului. Atmosfera, în măsura în care scenariul o îngăduie, poate fi asemănată cu cea din filmul Zboară cocorii (1957) al lui Mihail Kalatozov.

## Citate
„Autorul apelează la o estetică menită să unească visul cu realitatea, sub impulsul salvator al celei din urmă. Dialectica realului nu provine din existența lui obiectivă pe ecran, ci din metodologia care îi stă la bază. Să observăm, așadar, că în Canarul și Viscolul estetica dematerializează visul, oferind în schimb fluxul tonifiant al realității inseriate în decupaj după o tehnică brechtiană.”—Ioan Lazăr, Arta narațiunii în filmul românesc, 1981
„Apăream și noi într-o secvență din film, undeva într-o închisoare, cântând. Eroul principal, un tânăr ce se zbate să se elibereze de povara constrângerilor, era în final învins de prăbușirea iluziilor. Atât filmul, cât și piesa, s-au impus în urechea și în sufletul ascultătorilor.”—Nicolae Covaci, Însă eu..., 1994
„El (Cornel Chiriac – n.n.) ne-a aranjat să mergem la filmări, la Buftea, pentru coloana sonoră a filmului «Canarul și viscolul». Când m-am întors la Timișoara, m-a „umflat” miliția pe stradă: pe mine și pe câțiva prieteni. Ne-au băgat în dubă fiindcă purtam plete și blugi. După ce ne-au înjurat bine, le-am arătat o hârtie de la Buftea, o adeverință în care scria că [eu] aveam voie să port plete și barbă, pentru filmări. Mie mi-au dat drumul. Pe ceilalți i-au tuns zero și le-au tăiat ferfeniță blugii".”—Bela Kamocsa